# NEAT
| Sigles de 2 caractères   |
| Sigles de 3 caractères   |
| ► Sigles de 4 caractères |
| Sigles de 5 caractères   |
| Sigles de 6 caractères   |
| Sigles de 7 caractères   |
| Sigles de 8 caractères   |

NEAT peut faire référence à :
- Near Earth Asteroid Tracking, programme dirigé par la NASA et le Jet Propulsion Laboratory pour découvrir des objets géocroiseurs ;
- Algorithme NEAT, algorithme ;
- Nouvelles lignes ferroviaires à travers les Alpes, acronyme allemand du projet suisse d'aménagement de lignes à grande vitesse d'orientation Nord-Sud.